# 西布魯克菲爾德 (麻薩諸塞州)
西布魯克菲爾德（英語：West Brookfield）是一個位於美國麻薩諸塞州烏斯特縣的鎮。

## 人口
根據2020年美國人口普查的數據，西布魯克菲爾德的面積為54.70平方千米，當中陸地面積為53.00平方千米，而水域面積為1.70平方千米。當地共有人口3833人，而人口密度為每平方千米70人。